# Vierstemmenboek
Vierstemmenboek is de zangversie van de psalmzettingen van Claude Goudimel.

## Ontstaan
De psalmen zijn in Genève weer ingevoerd door Johannes Calvijn. Ze zijn berijmd door Clément Marot en Theodorus Beza. Enkele zijn door een medewerker van Luther berijmd, en door een medewerker van Calvijn vanuit Straatsburg meegenomen naar Genève, en enkele zijn door Calvijn zelf berijmd. Ze zijn getoonzet door Maistre Pierre en Louis Bourgeois tussen ± 1540 en ± 1560. In 1566 zijn ze door Petrus Datheen in het Nederlands vertaald. Claude Goudimel heeft een vierstemmige zetting gemaakt in G- en F-sleutel. Waarschijnlijk vormt dit de basis voor het latere vierstemmenboek op C-sleutel, waarbij de vier stemmen onderscheiden worden in: Tenor, Bassus, Altus en Discant. Deze vier stemmen zijn gemaakt om in gezinnen of in groepsverband te zingen, maar ook duidelijk bedoeld ten nutte van de gemeentezang, zoals in het voorwoord van de eerste druk van het vierstemmenboek berijming 1773 (1780) te lezen is. De eerst bekende druk van het vierstemmenboek is van 1753 (in de berijming van Datheen).

## Uitleg notenschrift
Als er vóór de noot een # staat, betekent dit dat de noot een halve toon hoger gezongen moet worden. Staat er een b voor de noot, dan zingt men de noot een halve toon lager. In tegenstelling tot het "gewone" notenschrift kent het vierstemmenboek géén herstellingstekens. Staat er vóór de noot een kruis of mol, dan geldt deze ook voor de volgende noten, zolang ze niet gevolgd worden door een andere noot. (zie onderstaand voorbeeld)
De toonladder wordt dus als volgt: Do-Di-Re-Di-Mi-Fa-Fi-Sol-Sé-La-Sé-Ci-Do. De afwijkende benamingen voor de halve noten liggen beter in het gehoor, en worden al van oudsher gebruikt door de diverse zangverenigingen die gebruikmaken van het vierstemmenboek.

## Notatie
De eerste stem of tenor, (zoals wij de gewone kerkstem noemen) van bijvoorbeeld Psalm 1 staat genoteerd in B-mol, de bas (als tweede stem) in B-duur, en de alt en discant (derde en vierde stem) opnieuw in B-mol. De eerste noot van de tenor is een Sol, de bas begint met een Do, de discant met een Mi, en de alt met een hoge Do. De toonhoogte van de Do bij de bas is even hoog als de Do bij de tenor, ondanks dat ze verschillend genoteerd staan. Als deze vier stemmen zuiver inzetten en zuiver blijven zingen brengen zij een muzikaal akkoord voort. Van de meeste psalmen waar de tenor in B-mol staat, is de bas genoteerd in B-duur, en de alt en discant in B-mol. Staat de tenor in B-duur, is de bas meestal B-mol, en de alt en discant weer B-duur (enkele uitzonderingen daargelaten). Het komt wel voor dat de tenor en discant in B-mol staan, en de bas en alt in B-duur, maar dan moeten de noten van de alt een octaaf hoger gezongen worden dan de noten, op dezelfde lijn staande, van de bas, zodat de alt in deze psalmen altijd de hoogste stem is. De discant loopt meestal tussen de tenor en de bas, behalve in enkele psalmen ("Choorstemmen") waar de discant soms hoger is dan de tenor.

## Gebruik
Het is vooral belangrijk, om die noten die met een kruis of mol staan getekend vooral de echte klank te geven, te weten aan die met een kruis een halve toon hoger, en met een mol een halve toon lager dan dat de gestelde hoogte aangeeft. Daar tegenover staat, dat men géén kruis of mol moet zingen die er niet staat, omdat men het mooier vindt klinken, want men moet in deze vier stemmen niet elke stem op zich zelf, maar in verband met de andere stemmen aanmerken. Door het verleggen van een halve toon zal er een geheel andere klank ontstaan. Als laatste moet men in acht nemen, dat men géén gebruik maakt van sierlijk en zwierig draaien in het zingen, omdat dit eerder verwarring geeft, dan dat men een goed akkoord hoort. Ook is het hinderlijk voor de andere stemmen. Probeer eerder de klank zuiver te houden, zonder sier er bij, want de zuivere klanken der vier stemmen geven sieraad genoeg aan de toehoorders en zangers zelf, en hoe groter en sterker de partijen zijn, hoe beter, mits dat elke partij haar stem zuiver houdt.